# Sera (voornaam)
Sera is een meisjesnaam van Hebreeuwse oorsprong en betekent "prinses".
Bekende mensen met deze naam:
- Sera de Bruin, Nederlands zangeres
- Sera de Croon, Nederlands NSB'er
- Sera Markoff, Amerikaanse astrofysicus
- Sera van der Vijver, Nederlands zangeres

## Bijbelfiguur
De naam Sera wordt twee keer genoemd in de Hebreeuwse Bijbel.
1. En de zonen van Aser: Jimna, en Jisva, en Jisvi, en Berija, en Sera, hun zuster; en de zonen van Berija: Heber en Malchiël.
Genesis 46:17
2. De kinderen van Aser waren Jimna, en Jisva, en Jisvi, en Beria, en Sera, hunlieder zuster.
1 Kronieken 7:30